# Astragalus nanfengensis
Astragalus nanfengensis är en ärtväxtart som beskrevs av Z.C.Ni. Astragalus nanfengensis ingår i släktet vedlar, och familjen ärtväxter. Inga underarter finns listade i Catalogue of Life.